# Рінгтеатр

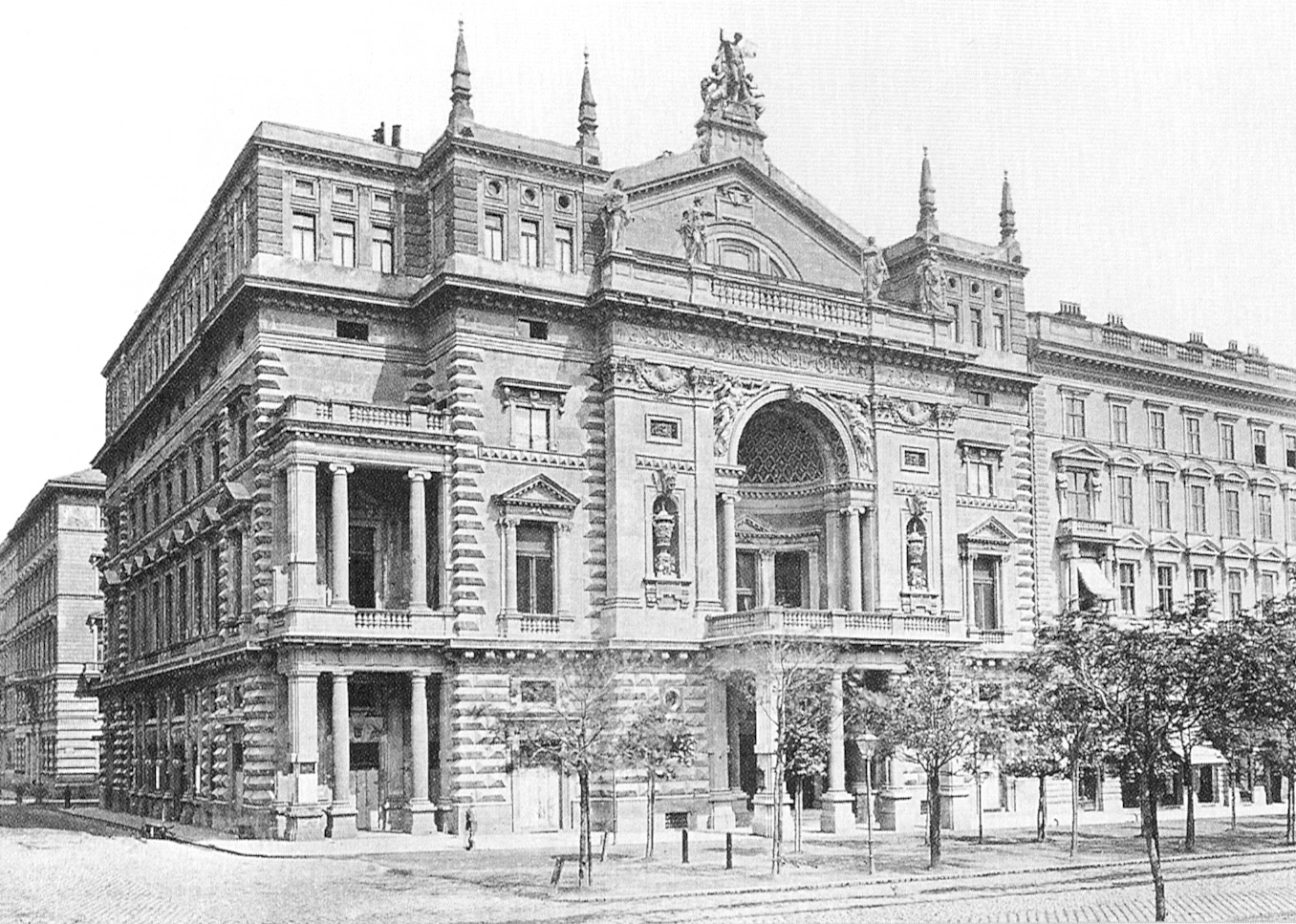
Рінгтеатр у 1881 році

Рінгтеатр (нім. Ringtheater) — колись популярний театр у Відні (Австрія). Був розташований у Першому міському районі, на Schottenring 7. Знищений пожежею 1881 року. Нині на його місці розташоване головне управління віденської поліції.

## Будівництво

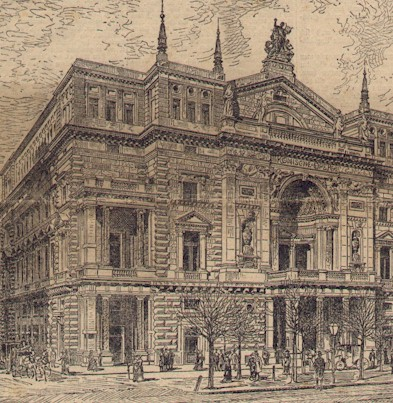
Рінгтеатр із малюнка

Рінгтеатр був побудований між 1872 та 1874 рр. Гайнріхом фон Ферстером відповідно до креслень Еміля Ріттера. Відкриття театру відбулося 17 січня 1874 року під керівництвом Альбіна Свободи. Театр був відрекомендований як «Opéra Comique» (Опера комік) — на противагу «серйозності» Віденської державної опери, яку ще тоді називали «Придворною оперою» («Hofoper»). Однак у вересні 1878 року фокус був зміщений на театральні вистави, німецьку та італійську опери, а також вар'єте. Назву «Opéra Comique» було змінено на «Ringtheater».

## Ringtheaterbrand

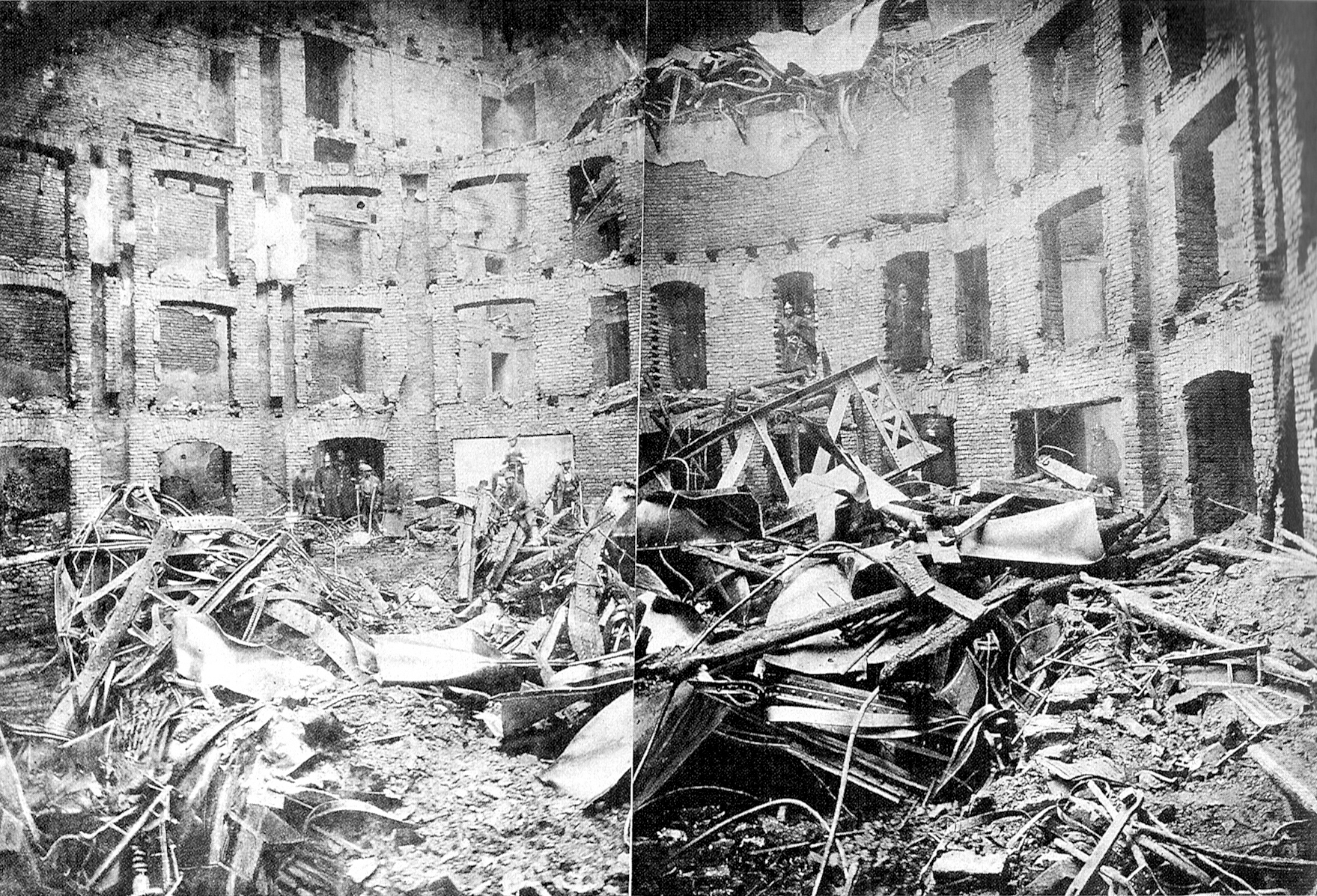
Руїни після пожежі у Рінгтеатрі, 8 грудня 1881 року.

Зважаючи на те, що місце, відведене під будівництво театру, було невеликим, а сам театр мав вміщувати до 1700 глядачів — архітектор був змушений розбудовувати будівлю у висоту, що, зрештою, мало катастрофічні наслідки. 8 грудня 1881 року виникла пожежа — невдовзі після вистави Les contes d'Hoffmann. «Ringtheaterbrand» («пожежа у Рінгтеатрі») цілковито знищила будівлю і стала причиною смерті щонайменше 384 людей, згідно з офіційними даними. (Наступного року було прийнято новий закон стосовно оснащення театрів протипожежними засобами та проведення протипожежних заходів, до яких належать встановлення протипожежних завіс, дверей, що відчиняються назовні, а також підвищення вогнестійкості будівлі).

## Після пожежі
На місці Рінгтеатру був побудований так званий «Спокутний будинок» — на кошти з приватного імператорського фонду; це була особиста резиденція, приміщення якої здавалися в оренду знатним особам. Ця споруда була сильно поруйнована у 1945 році та зрештою завалилася у 1951. Між 1969 та 1974 роками на цьому місці виросла адміністративна будівля, в якій розташовувалось головне управління поліції Відня та генерального інспекторату служби федеральної безпеки, а зараз — розквартировані поліцейські командос. 
Пам'ять про пожежу увічнена меморіальною таблицею на поліцейській будівлі. Аттичного стилю статуї, які раніше стояли на пілястрах, зараз перебувають на території парку Pötzleinsdorfer Schlosspark.